# NGC 68
NGC 68 es una galaxia lenticular localizada en la constelación de Andrómeda, miembro central del grupo NGC 68. La galaxia fue descubierta el 11 de septiembre de 1784 por William Herschel, quien observó al grupo NGC 68 como un solo objeto y lo describió como "extremadamente débil, grande, 3 o 4 estrellas más nebulosidad". Como tal, su ubicación reportada es entre NGC 68, NGC 70 y NGC 71. Sin embargo, cuando Dreyer observó las galaxias para agregarlas al catálogo de NGC, pudo decir que la única galaxia observada por Herschel era en realidad 3 galaxias adyacentes, y las catalogaron como NGC 68, NGC 70 y NGC 71.